# JR九州811系電力動車組
JR九州811系電聯車，是供九州旅客鐵道（JR九州）使用的近郊型電聯車。

## 概要
於1989年到1993年間制造了4輛編組共28个(112輛)，目的在作为北九州及福冈大城市圈地區快速列车的增发，並替換之前的421系電車。

## 运用
運行在以下的线路上：
- 鹿兒島本線（門司港-荒尾）
- 日豐本線(小倉-佐伯)
- 長崎本線(鳥-肥前大浦)